# Эк, Джонни
Джо́нни Эк (англ. Johnny Eck; 27 августа 1911, Балтимор — 5 января 1991, Балтимор) — американский артист шоу уродцев (человек без ног), киноактёр, менее известен как художник, дирижёр, музыкант-саксофонист, фокусник, владелец зала игровых автоматов, фотограф, автогонщик и гимнаст.

## Биография
Джон Экхардт-младший родился 27 августа 1911 года в городе Балтимор (штат Мэриленд, США). Отец — Джон Экхардт-старший (род. 1874), мать — Амелия (род. ок. 1876). Брат-близнец Джона, Роберт, родился безо всяких отклонений, он тоже стал артистом, братья за всю жизнь почти никогда надолго не разлучались; также у мальчиков была старшая сестра по имени Каролина Лора (род. ок. 1903).
Джон родился с синдромом каудальной регрессии с недоразвитой нижней половиной туловища. Вес новорожденного составил 900 грамм, длина — 20 сантиметров. Во взрослом возрасте Джонни достиг роста 43 сантиметра. Несмотря на родовой дефект, в остальном Джонни Эк отличался завидным здоровьем и прожил 79 лет. В возрасте одного года Джонни научился ходить на руках — раньше, чем Роберт на ногах. Оба брата научились читать одновременно в четыре года. В семь лет братья пошли в школу; там к Джону сверстники относились очень хорошо, даже спорили друг с другом за право поднять инвалида по ступенькам; а окна первого этажа зачернили, так как зеваки постоянно заглядывали внутрь, наблюдая за учёбой мальчика без ног.
Мать мальчика рассчитывала, что Джон пойдёт по церковной линии. В частности, когда в дом приходили гости, Амелия просила сына взбираться на небольшой ящик и читать гостям проповеди о вреде пития пива, о проклятиях, грехах и дьяволе. Впрочем, это продолжалось недолго, а сам Джон с детства проявил талант к рисованию и резьбе по дереву.

### Карьера
Начав карьеру артиста с 12 лет, Джонни позиционировал себя как «человека без нижней половины туловища», хотя на самом деле у него были очень слабо развитые, ни для чего не пригодные, ноги, которые он маскировал под специальной одеждой, сшитой, естественно, на заказ. На афишах его называли «Удивительный полумальчик», «Король уродцев» и «Самый выдающийся человек из ныне живущих» (на Всемирной выставке в Чикаго в 1933 году). Джонни и Роберт начали с показа фокусов в местной церкви. В дальнейшем братья начали поездки с выступлениями по стране, причём Роберт всегда был с близнецом-инвалидом, чтобы подчеркнуть его необычность. Подростки работали с Братьями Ринглинг, цирком Ringling Bros. and Barnum & Bailey Circus и другими. Джонни всегда выступал в смокинге, его коронным номером была стойка на одной руке и подъём по лестницам на руках. В 1931 году Джонни впервые посетил Канаду, где выступил в Монреале. Там его заметил «охотник за талантами» от киностудии Metro-Goldwyn-Mayer. Он предложил юноше роль в полнометражном откровенном фильме «Уродцы». Джонни согласился, в 1932 году лента вышла в прокат, вызвала бурю противоречивых мнений, попала под запрет во многих странах мира, но в итоге, спустя тридцать лет, была признана культовой. Позднее Эк сокрушался, что в итоговом варианте картины почти все сцены с его участием оказались вырезанными в угоду цензуре. Вообще, те несколько месяцев, что шли съёмки «Уродцев» и Джонни находился в Голливуде, были единственным более-менее долгим временем, которое Джон и Роберт за всю жизнь провели не вместе.
В 1937 году Джон и Роберт стали работать с иллюзионистом Раджой Рабоидом, который с помощью Джонни внёс элемент неожиданности в широко известный трюк «Распиливание человека». Фокус был построен так, что Роберт Эк, притворяясь обычным зрителем, подшучивал из зала над фокусником, и тогда тот вызывал его на сцену, чтобы распилить. Джонни Эк «играл роль» верхней половины распиленного зрителя, а другой карлик, одетый в соответствующий костюм, «ноги распиленного зрителя». В итоге «ноги» убегали от «верхней половины», которая преследовала их по сцене и даже зрительному залу с истошными криками «Вернитесь! Отдайте мои ноги обратно!» Многие зрители кричали от ужаса, падали в обморок, а мужчины бежали к выходу, наступая на упавших женщин. Трюк заканчивался тем, что «верхнюю половину» ставили на «нижнюю», незаметно подменяли на «целого» Роберта, который, громко угрожая расправой и судебным преследованием, выбегал из цирка.
Также братья Эк имели некоторую популярность как музыканты: в Балтиморе у них был собственный оркестр из двенадцати инструментов, где Джонни дирижировал, а Роберт играл на пианино. Джон также был любителем автогонок и имел собственный автомобиль, собранный на заказ с учётом его инвалидности, которым он мог управлять безо всяких ограничений, но только в пределах Балтимора. В 1938 году Джонни Эк прославился как первый человек в мире, поднявшийся на Монумент Вашингтону на руках.

### Дальнейшая жизнь
Постепенно «выступления уродцев» перестали пользоваться популярностью у людей, и братья Эк вернулись в свой родной дом по адресу 622, Норт-Милтон-авеню, в рабочем квартале Балтимора, где и прожили остаток жизни. Они купили небольшой зал игровых автоматов, но этот их бизнес вскоре прогорел. В 1950-х годах они купили старенький детский поезд и развлекали детей, катая их в местном парке, Джонни был кондуктором. Также Джонни разрисовывал оконные экраны-сетки. Детям, приходившим к ним в гости, братья часто давали кукольное представление Панч и Джуди.
В 1980-х годах, в связи со «вторым рождением» фильма «Уродцы», к братьям Эк стала приходить молодёжь — фанаты этой ленты. Джонни Эку они доставляли дискомфорт, так как он не смог найти с ними общего языка, возможно, из-за большой разницы в возрасте. В январе 1987 года 75-летние близнецы подверглись ограблению в собственном доме, которое сопровождалось насмешками и издевательствами со стороны грабителей. После этого Джонни потерял веру в людей, братья стали затворниками и перестали приглашать гостей — «Если я захочу увидеть уродов, всё, что мне потребуется — это выглянуть из окна», сказал Джон.
5 января 1991 года Джонни Эк скончался во сне от сердечного приступа в том же доме, где и родился за 79 с половиной лет до этого. Роберт пережил близнеца на четыре года и умер 25 февраля 1995 года. Оба они похоронены под одним надгробием на кладбище Грин-Маунт.
Джонни Эк изображён на обложке альбома Exile on Main St (1972) группы The Rolling Stones. Также Эк упоминается в песнях Тома Уэйтса Lucky Day (Overture) (альбом The Black Rider, 1993) и Table Top Joe (альбом Alice, 2002).

## Фильмография
- 1932 — Уродцы / Freaks — в роли самого себя
- 1932 — Тарзан — человек-обезьяна / Tarzan the Ape Man — птица-чудовище (в титрах не указан)
- 1936 — Побег Тарзана[англ.] / Tarzan Escapes — альбатрос (в титрах не указан)
- 1941 — Тайное сокровище Тарзана / Tarzan's Secret Treasure — птица (в титрах не указан)